# Grabfeld der Erinnerung
Das Grabfeld der Erinnerung ist ein Teil von Friedhöfen in den ostwestfälischen Städten Minden und Herford, auf denen mittellose Menschen ohne Angehörige in Urnengräbern bestattet werden. Im Gegensatz zu Grabflächen, auf denen mittellose Verstorbene anonym bestattet werden, werden hier die Namen mit den Geburts- und Sterbedaten auf Tafeln beziehungsweise Stelen genannt. Die Bestattungszeremonie wird von Geistlichen durchgeführt.

## Minden

### Anlass und Pflege
Durch die Initiative eines Sozialarbeiters im Sozialtherapeutischen Dienst des Diakonischen Werkes Minden und mit Unterstützung einiger Gäste des Mindener Mittagstisches für Bedürftige sowie zwei ehrenamtlicher Mitarbeiter wurde im Jahr 2007 ein Grabfeld der Erinnerung geplant und im September 2007 eingeweiht und seiner Bestimmung übergeben. Dort können mittellose und alleinstehende Menschen aus Minden und der Region des Kirchenkreises Minden bestattet werden.
Um die Pflege des Grabfeldes kümmern sich ehrenamtliche Helfer der Friedhofsgruppe der Diakonie Stiftung Salem.

### Grabanlage
Das 360 Quadratmeter große Grabfeld auf dem Mindener Nordfriedhof ist als Dreieck mit einem Mittelweg und zwei Querwegen angelegt. Am Ende des Mittelweges ist ein kleiner quadratischer Platz mit einer bepflanzten Blumenschale, an dem ein Gedenkstein mit einem Bibelspruch sowie Gedenkstelen für die in den Vorjahren anonym bestatteten Gäste des Mittagstisches stehen. Die Felder davor sind für 40 bis 50 Urnengräber gedacht und mit Bodendeckern und Buchsbaum bepflanzt. Die Gräber werden mit eigenen Namenstafeln (31,5 mal 31,5 Zentimeter) mit den Geburts- und Sterbedaten versehen. Die Rasenflächen vor dem nächsten Querweg sind für 20 Erdbestattungen gedacht, bisher aber noch nicht belegt (Stand 2018). 

## Herford

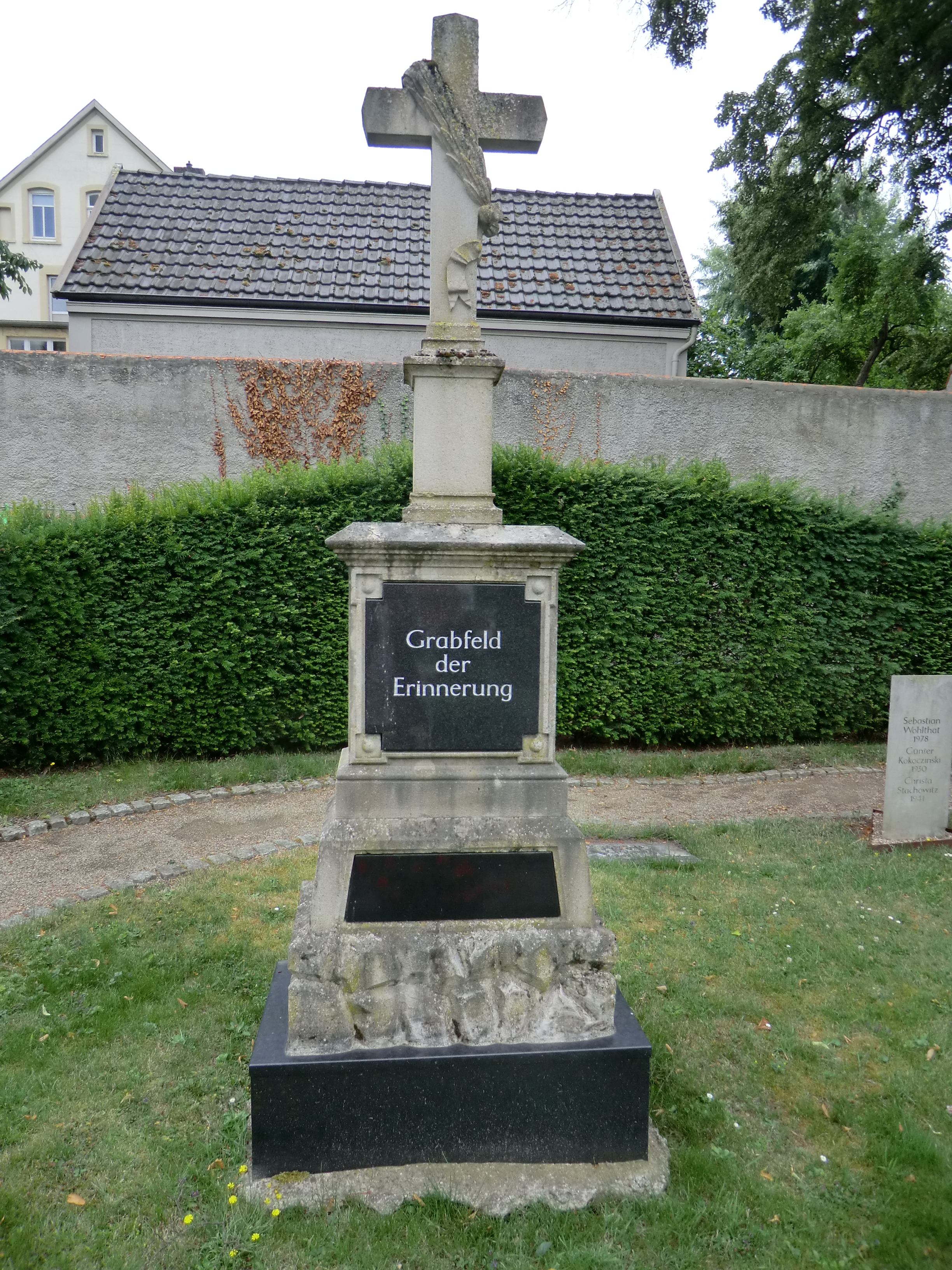
Kreuz auf dem Grabfeld in Herford

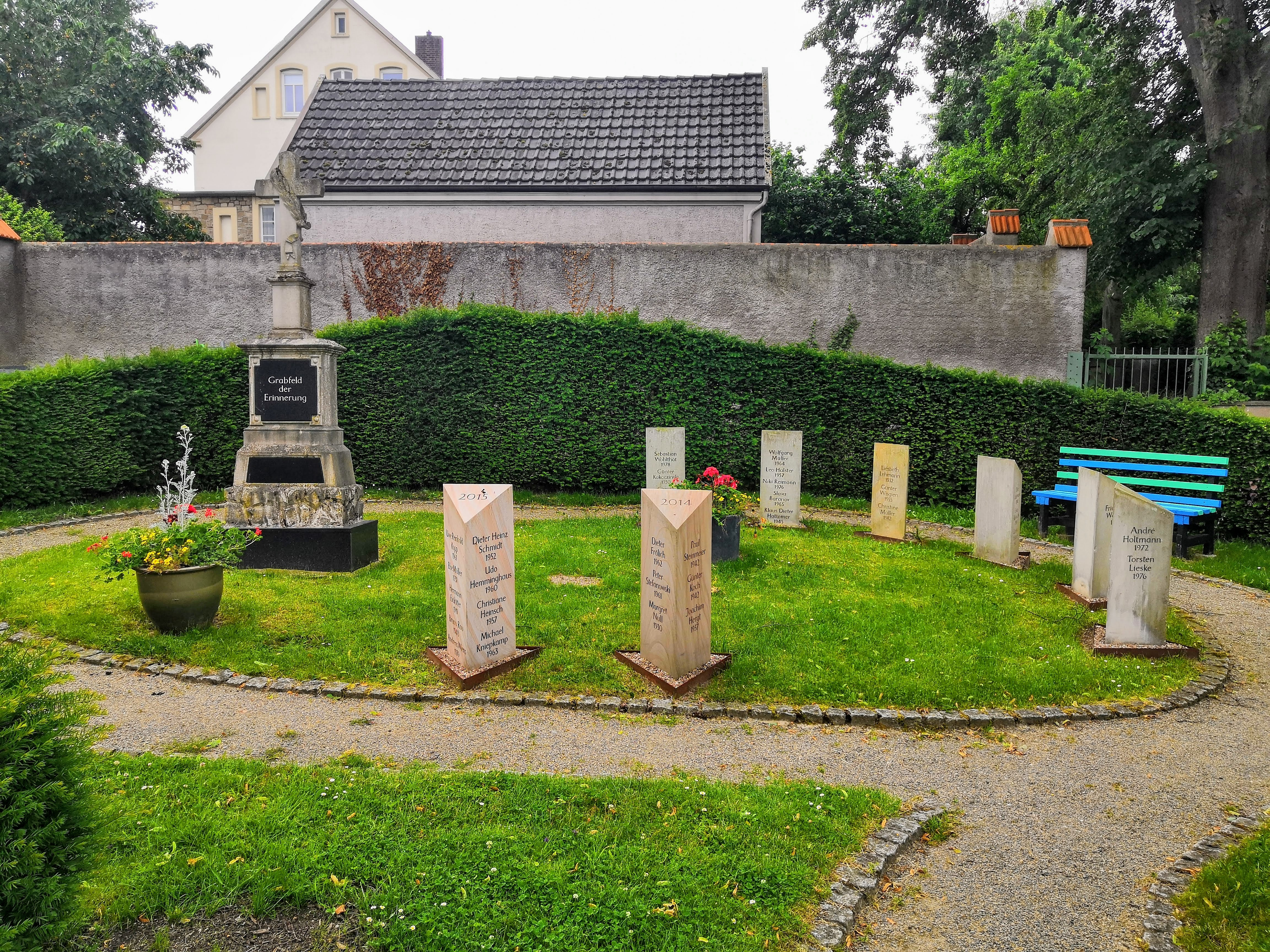
Grabfeld der Erinnerung Herford

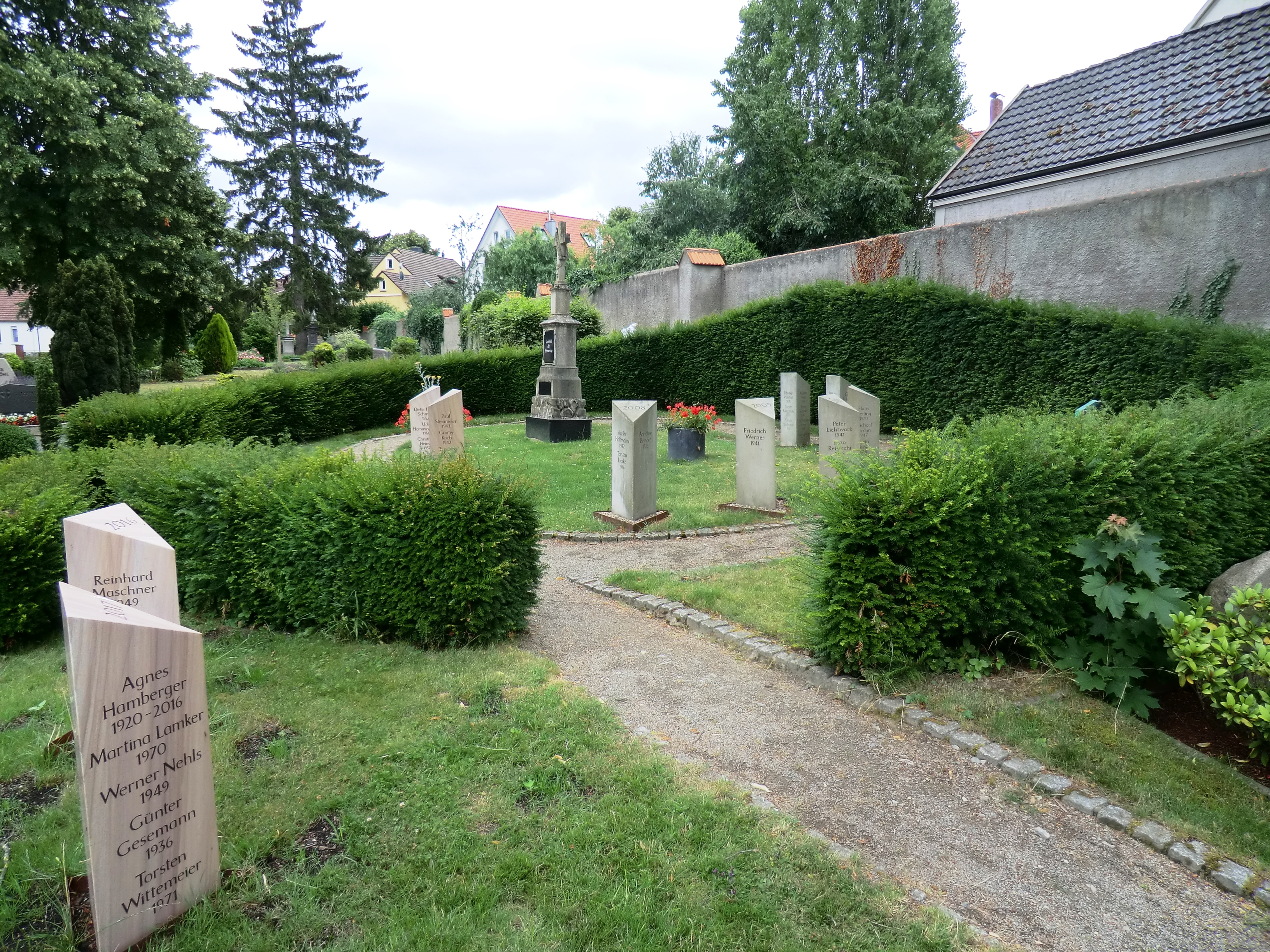
Grabfeld der Erinnerung Herford

### Anregung und Träger
Die Anregung für das Herforder Grabfeld der Erinnerung kam von dem Mindener Grabfeld. Die Idee für das Grabfeld ist im 1997 gegründeten Herforder Mittagstisch entstanden, wo mittellose Menschen aus Herford täglich eine warme Mahlzeit erhalten. Zuvor wurden Gäste des Mittagstisches, die verstorben waren, nach Bielefeld überführt und dort anonym ordnungsbehördlich bestattet.
Der Herforder Mittagstisch ist eine Initiative der evangelisch-reformierten Petri-Kirchengemeinde Herford. Der eingetragene gemeinnützige Verein finanziert sich überwiegend aus Spenden.
Das Grabfeld der Erinnerung wird getragen vom Herforder Mittagstisch e. V., der evangelischen Marienkirchengemeinde Stiftberg, der katholischen Kirchengemeinde St. Johannes Baptist, dem Sozialberatungsdienst der Evangelischen Diakoniestiftung Herford und der Hansestadt Herford.

### Grabfeld
Das Grabfeld der Erinnerung wurde im November 2008 eingeweiht. Es ist ein Teil des Marienfriedhofs der evangelisch-lutherischen Marienkirchengemeinde und liegt in der Mitte der Südseite des Friedhofs. Jährlich werden dort etwa zehn Verstorbene beigesetzt, wobei diese eine Verfügung ausgefüllt haben müssen. Dabei müssen auch Angaben zu möglichen Angehörigen gemacht werden. Sofern keine Angehörigen gefunden werden, trägt die Stadt Herford die Bestattungskosten. Seit 2008 wird für jedes Jahr eine Stele mit den Namen der in dem jeweiligen Kalenderjahr Verstorbenen aufgestellt. An der Stelle, an der die Urne beigesetzt wurde, befindet sich ein Pflasterstein im Rasen. Nachdem das Grabfeld für zukünftige Bestattungen nicht mehr ausreichte, wurde dem Mittagstisch im Jahr 2018 von der Kirchengemeinde ein weiteres Stück auf dem Friedhof zugeteilt.

### Fernsehgottesdienst
Am Totensonntag 2018 wurde aus der Petrikirche im ZDF ein Fernsehgottesdienst übertragen, in dem das Grabfeld der Erinnerung vorgestellt wurde und der mittellosen Menschen gedacht wurde, die dort bestattet wurden. Auch Gäste des Mittagstisches waren an der Liturgie beteiligt.